# Мулино (Леко)
Мулино је насеље у Италији у округу Леко, региону Ломбардија.
Према процени из 2011. у насељу је живело 15 становника. Насеље се налази на надморској висини од 331 м.